# Басарал
Басарал — остров в юго-западной части озера Балхаш. Находится в 2,5 км от села Мынарал. Территория острова входит в Мойынкумский район Жамбылской области. Длина 12 км, ширина 8 км. Высота 393 м над уровнем моря. Берега каменистые, обрывистые, в северной части сильно расчлененные. В южной части — небольшие озера. Сложен отложениями карбона, перекрытыми толщей неогеновых супесей и суглинков. Почвы серозёмные. Основная растительность: биюргун, боялыч, карагана и других.